# Макарий Агатополски
Макарий (на гръцки: Μακάριος) е гръцки духовник, архиепископ на Вселенската патриаршия от края на XVIII век.

## Биография
През януари 1784 година е избран и по-късно е ръкоположен за агатополски архиепископ. Умира в 1799 година.